# اسرائیل واسکز
اسرائیل واسکز کستانیدا (۲۵ دسامبر ۱۹۷۷ – ۲ دسامبر ۲۰۲۴) بوکسور حرفه‌ای بازنشسته اهل مکزیک بود که از سال ۱۹۹۵ تا ۲۰۱۰ به رقابت پرداخت. او سه بار قهرمان جهان در دسته فوق بنتام‌وید شد و از سال ۲۰۰۴ تا ۲۰۰۵ عنوان قهرمانی فدراسیون بین‌المللی بوکس را در اختیار داشت. او همچنین، از سال ۲۰۰۵ تا ۲۰۰۸، دو بار عناوین قهرمانی شورای جهانی بوکس و مجله رینگ را کسب کرد. واسکز بیشتر به خاطر مجموعه چهار مبارزه‌ای خود با هموطن مکزیکی‌اش، رافائل مارکز شناخته می‌شود.

## دوران حرفه‌ای
در سال ۱۹۹۵، واسکز در سن ۱۷ سالگی به دنیای بوکس حرفه‌ای وارد شد. او در اولین مبارزاتش، نه حریف خود را ناک‌اوت کرد، اما پس از آن خود در یک مبارزه ناک‌اوت شد. او که عمدتاً در ایالات متحده و در دسته وزن‌های سبک‌تر مبارزه می‌کرد، ۱۱ حریف خود را شکست داد. از جمله کسانی که واسکز شکست داد می‌توان به اسکار لاریوس اشاره کرد.
واسکز با کسب ۱۲ پیروزی متوالی، در سال ۲۰۰۲ با لاریوس در یک مبارزه مجدد برای کسب عنوان موقت قهرمانی شورای جهانی بوکس به میدان رفت. این بار، او توسط حریفش شکست خورد و در دور دوازدهم متوقف شد.
واسکز با پیروزی بر خورخه الیسر جولیو، دارنده عنوان قهرمانی جهان، به مسیر پیروزی بازگشت و در سال ۲۰۰۴ عنوان خالی قهرمانی فدراسیون بین‌المللی بوکس در دسته فوق سبک را در برابر حریف چپ‌دست خود، خوزه لوئیس والبوئنا، به دست آورد.
در اولین دفاع او از عنوان قهرمانی فدراسیون بین‌المللی بوکس، او آرتیوم سیمونیان، بوکسور شکست‌ناپذیر ارمنی را در دور پنجم ناک‌اوت کرد. در سال ۲۰۰۵، واسکز تصمیم گرفت به جای دفاع از عنوان قهرمانی فدراسیون بین‌المللی بوکس خود، برای سومین بار با قهرمان شورای جهانی بوکس، اسکار لاریوس، مبارزه کند. او در این مبارزه با ناک‌اوت فنی در دور سوم پیروز شد. این پیروزی پس از آنکه مبارزه به دلیل بریدگی بزرگ بالای چشم چپ لاریوس متوقف شد، به‌دست آمد.
در تاریخ ۱۰ ژوئن ۲۰۰۶، واسکز در مبارزه‌ای ایوان هرناندز (۲۳-۱-۱) را شکست داد. در تاریخ ۱۶ سپتامبر ۲۰۰۶، واسکز قهرمان سازمان جهانی بوکس در دسته بنتام‌وید، یعنی خوانی گونزالس را شکست داد. در این مبارزه، واسکز دو بار به زمین افتاد اما توانست در دور دهم با ناک‌اوت فنی، پیروز شود.

### واسکز در برابر مارکز
در مبارزه بعدی خود، در تاریخ ۳ مارس ۲۰۰۷، واسکز عنوان خود را به رافائل مارکز، که شماره یک دسته بنتام‌وید بود، باخت. با وجود اینکه واسکز در دور سوم موفق به ناک‌داون کردن مارکز شد، به دلیل مشکلات تنفسی ناشی از شکستگی بینی، در پایان دور هفتم از ادامه مبارزه انصراف داد. در یک مبارزه مجدد در تاریخ ۴ اوت ۲۰۰۷، واسکز توانست عنوان خود را بازپس‌گیرد. با وجود جراحت‌هایی که در هر دو چشمش ایجاد شده بود، او در دور ششم مارکز را ناک‌اوت کرد و این مبارزه به بهترین عنوان مبارزه سال ۲۰۰۷ از سوی رینگ مگزین معرفی شد. دور سوم این مبارزه نیز به عنوان «بهترین راند بوکس سال» انتخاب شد.
او برای بار سوم در تاریخ ۱ مارس ۲۰۰۸ با مارکز مبارزه کرد و از طریق ناک‌داون در دور چهارم به پیروزی با تصمیم داوران در یک مبارزه دست یافت. مارکز به خاطر ضربات پایین در دور دهم یک امتیاز از دست داد و در ثانیه‌های پایانی دور دوازدهم نیز شمارش هشت‌گانه شد. این مبارزه به عنوان مبارزه سال ۲۰۰۸ از سوی رینگ مگزین انتخاب شد و دور چهارم نیز به عنوان بهترین راند سال نام‌گذاری شد. سه‌گانه واسکز و مارکز به عنوان یکی از بهترین سه‌گانه‌های بوکس در سال‌های اخیر شناخته شده است.
در تاریخ ۱۸ دسامبر ۲۰۰۸، واسکز به دلیل عدم دفاع از عنوان قهرمانی خود به مدت معین، آن هم به خاطر جداشدگی شبکیه که در مبارزه سومش با مارکز دچار آن شده بود، از عنوان قهرمانی شورای جهانی بوکس خود محروم شد. پس از انجام سه عمل جراحی، واسکز در تاریخ ۱۵ مه ۲۰۰۹ مجاز به از سرگیری تمرینات شد.
در تاریخ ۲۲ مه ۲۰۱۰، واسکز برای بار چهارم با مارکز به میدان رفت. این مبارزه در دسته دسته فوق سبک برگزار شد و در سالنی واقع در لس آنجلس در کشور ایالات متحده انجام شد. این مسابقه که به نام «یک بار برای همیشه» برگزار شد، به صورت زنده از شبکه شوتایم پخش گردید. مارکز در دور سوم با ناک‌اوت فنی بر واسکز پیروز شد و نتیجه سری مبارزاتشان را به تساوی دو بر دو رساند.
پس از مبارزه، مارکز اظهار داشت:
"مبارزه پنجم می‌تواند ممکن باشد اگر طرفداران آن را بخواهند. این چیزی است که من برای آن زندگی می‌کنم. اسرائیل واسکز یک بوکسور بزرگ است."
با این حال، برخی ناظران بر این باور بودند که واسکز، که به شدت افت کرده بود، باید بازنشسته شود. فرانک اسپینوزا، مدیر مبارزات واسکز، اعلام کرد که «حرفه او به پایان رسیده است.» چهارمین قسمت از رقابت واسکز-مارکز، آخرین مبارزه حرفه‌ای واسکز بود.